# Heather Ripley
Heather Ripley (* 6. Mai 1959 in Dundee, Vereinigtes Königreich) ist eine ehemalige schottische Schauspielerin. Sie ist vor allem für den Film Tschitti Tschitti Bäng Bäng (1968) bekannt, in dem sie Jemima Potts spielte.

## Leben und Karriere

### Frühe Lebensjahre
Ripley wuchs in Broughty Ferry, außerhalb von Dundee, Schottland, auf. Ihr Vater und ihr Großvater besaßen ein Optikergeschäft, und ihre Mutter arbeitete als Garderobenmeisterin bei Dundee Rep. Ripley begleitete ihre Mutter zu den Proben und ersetzte eine Woche vor der Premiere eine junge Schauspielerin im Stück Roar Like a Dove, was die Aufmerksamkeit eines Talentscouts auf sich zog. Sechs Monate bevor die Dreharbeiten zu Tschitti Tschitti Bäng Bäng begannen, reiste sie mit ihren Eltern nach London, um für die Rolle der Jemima Potts vorzusprechen. Es war der erste Film für die beiden Kinderstars Ripley und Adrian Hall, die nach einer umfangreichen Talentsuche besetzt wurden.
Ripley nahm Unterricht, um ihren Akzent für den Film zu ändern und erinnerte sich später: „Sie dachten, ich sei perfekt für die Rolle, abgesehen vom Akzent. Aber sie sagten, das sei kein Problem, da sie ihn loswerden würden.“ Ich fand das etwas bedrohlich. Was meinten sie? „Gehirnoperation?“ In Begleitung ihrer Mutter war Ripley wegen der Dreharbeiten zu Tschitti Tschitti Bäng Bäng 14 Monate lang nicht in ihrem Zuhause in Dundee.

### Spätere Jahre
Nachdem Ripley Tschitti Tschitti Bäng Bäng gedreht hatte, sprach sie weiterhin für Rollen vor und verließ schließlich die Filmindustrie. Ihre Einnahmen aus dem Film wurden bis zu ihrem 18. Geburtstag treuhänderisch verwaltet, aber später erinnerte sie sich: „Nach zehn Jahren der Investition waren es nur etwa 7.000 Pfund.“ Sie kehrte nach Dundee zurück, wo sie später in das Optikunternehmen der Familie einstieg. Ripley engagierte sich auch im Anti-Atom-Aktivismus und in Kampagnen für die Umwelt.
Ripley wirkte 1999 in der Dokumentation After They Were Famous: Tschitti Tschitti Bäng Bäng mit. Sie nahm 2002 an der Londoner Premiere des Musicals Tschitti Tschitti Bäng Bäng im Londoner Palladium teil 2004 hatte sie einen kurzen Auftritt in dem Independentfilm The Interview, der auf dem diesjährigen Edinburgh Film Festival gezeigt wurde. Im Jahr 2004 wurde sie am Heiligabend auf ITV1 mit Mitgliedern der Originalbesetzung interviewt.
Sie war Gast bei der Broadway-Premiere des Musicals Tschitti Tschitti Bäng Bäng im Hilton Theatre im Jahr 2005. Im Jahr 2016 war Ripley ehrenamtliche Mitarbeiterin im Flüchtlingslager Lagadikia außerhalb von Thessaloniki in Griechenland, das Lebensmittel, Kleidung und Unterstützung bereitstellte für etwa 875 Personen. Im Jahr 2020 sprach sie die Figur Babs in dem unabhängig produzierten Kurzanimationsfilm Lavatory of Terror, indem sie ihre Zeilen über ihr Smartphone einrief.

## Filmografie
- 1968: Tschitti Tschitti Bäng Bäng (Chitty Chitty Bang Bang)

Als sie selber
- 2001: I Love Christmas (Fernsehspecial)
- 2003: Big Screen Britain (Fernsehserie, 1 Folge)
- 2003: This Morning (Fernsehserie, 1 Folge)
- 1999–2004: After They Were Famous (Fernsehserie, 2 Folgen)
- 2005: Shameful Secrets of the 90s (Fernsehfilm)
- 2005: The 100 Greatest Family Films (Fernsehfilm)